# Alicia Kinoshita
Alicia Kinoshita (jap. 木下 アリーシア Kinoshita Aliishia; ur. 4 lutego 1967 w Kopenhadze) – japońska żeglarka. Srebrna medalistka olimpijska z Atlanty.
Jej matka byłą Dunką, ojciec Japończykiem. Brała udział w trzech igrzyskach olimpijskich (IO 1992, IO 1996, IO 2000). Startowała w klasie 470. W 1996 Japonki zajęły drugie miejsce, partnerowała jej Yumiko Shige. Była srebrną medalistką mistrzostw świata w 1992 i brązową w 1995.